# Rockwell Kent
Pour les articles homonymes, voir Kent (homonymie).
Rockwell Kent , né le 21 juin 1882 à Tarrytown, dans l'État de New York, mort le 13 mars 1971 à Plattsburgh dans l'État de New York est un auteur, artiste peintre, graveur et illustrateur américain. 

## Biographie

### Jeunesse et Formation
Rockwell Kent est le fils de Rockwell Kent, un avocat et un ingénieur des mines, et de Sara Ann Holgate. Il passe son enfance dans des conditions aisées entre les résidences familiales de Tarrytown et de Long Island. Son père meurt quand il est âgé de cinq ans, décès qui diminue drastiquement les ressources de la famille.

### Carrière
Ancien camarade étudiant de Bennett Cerf, celui-ci lui confie la direction artistique de sa maison d'édition, Random House, à partir de 1927.

## Œuvre

### Récits et autobiographie
- Wilderness: A Journal of Quiet Adventure in Alaska, New York, Blue Ribbon Books, 1920, 248 p. (ISBN 9780819552938, lire en ligne),
- Voyaging: Southward from the Strait of Magellan, New York & Londres, G. P. Putnam's sons, 1924, 212 p. (ISBN 9780353303089, lire en ligne),
- N by E, New York, Literary Guild, 1930, 312 p. (ISBN 9780819552921, lire en ligne),
- Rockwellkentiana, New York, Harcourt, Brace and Company, 1er janvier 1933, 108 p. (ISBN 9781122343534),
- Salamina, Londres, Faber & Faber (réimpr. 2003) (1re éd. 1936), 352 p. (ISBN 9780819566775),
- This is My Own, New York, Duell, Sloan and Pearce, 1940, 393 p. (OCLC 557668389),
- A Northern Christmas, New York, Random House, 1941, 48 p. (ISBN 9780394532981, lire en ligne),
- Its Me O Lord: The Autobiography Of Rockwell Kent, New York, Dodd, Mead, 1955, 696 p. (ISBN 9780306774126, lire en ligne),
- Of Men and Mountains, Of Men and Mountains, New York, Asgaard Press, 1959, 46 p. (OCLC 228718488),
- Greenland Journal, New York, Ivan Obolensky, 1962, 302 p. (ISBN 9780839210429),
- Rockwell Kent (illustrations) et Fridolf Johnson (éditeur), The Illustrations of Rockwell Kent: 231 Examples from Books, Magazines and Advertising Art, New York, Dover Publications (réimpr. 2013) (1re éd. 1976), 130 p. (ISBN 9780486233055),

### Principaux livres illustrés
- (en-US) George S. Chappell (ill. Rockwell  Kent), Rollo in Society, New York, G. P. Putnam's Sons, 1922, 202 p. (ISBN 9781533170422, lire en ligne),
- (en-US) Voltaire (ill. Rockwell Kent), Candide, New York, Random House, 1929, 128 p. (ISBN 9780394499031, lire en ligne),
- (en-US) Inconnu (trad. Barry C. Tharaud), Beowulf, Niwot, Colorado, University Press of Colorado (réimpr. 2014) (1re éd. 1990), 196 p. (ISBN 9780585131108, lire en ligne), Rockwell Kent,

## Dans la culture
Dans Éloge des voyages insensés, Vassili Golovanov (Verdier, 2008, p. 24, 92, 127) cite à plusieurs reprises le livre Salamine de Rockwell Kent.
Hélène Berr le cite aussi dans son journal (28 octobre 1943).

#### Notices dans des encyclopédies et manuels de références
- (en-US) Paul Cummings, Artists in Their Own Words: Interviews, New York, St. Martin's Press, 1er octobre 1979, 242 p. (ISBN 9780312055127, lire en ligne), p. 7-23.
- (en-US) Michele H. Bogart, Artists, Advertising, and the Borders of Art, University of Chicago Press, 18 décembre 1995, 435 p. (ISBN 9780226063072, lire en ligne), p. 243-255.
- (en-US) Suzanne Michele Bourgoin (dir.), Encyclopedia Of World Biography, volume 8, Detroit, Michigan, Gale Research, 2 décembre 1997, 549 p. (ISBN 9780787622213, lire en ligne), p. 511.
- (en-US) John A. Garraty (dir.), American National Biography, Volume 12: Jeremiah - Kurtz, New York, Oxford University Press, USA, 1er janvier 1999, 955 p. (ISBN 9780195127911, lire en ligne), p. 602-604.

#### Monographies
- (ru) Andrej Dmitrievic Čegodaev, Rokuèll Kent : živopis', grafika, Moscou, Izdat. Akad. Hudožestv SSSR, 1962, 107 p. (OCLC 837844040).
- (en-US) Dan Burne Jones, The Prints of Rockwell Kent: A Catalogue Raisonne, San Francisco, Alan Wofsy Fine Arts (réimpr. 2002) (1re éd. 1975), 414 p. (ISBN 9781556603075).
- (en-US) David Traxel, An American Saga: The Life and Times of Rockwell Kent, New York, HarperCollins Publishers, 1er juin 1980, 248 p. (ISBN 9780060143725).
- (en-US) Rockwell Kent et Fridolf Johnson (dir.) (préf. Jamse Wyeth), Rockwell Kent : an anthology of his works, Londres, Collins, 1982, 368 p. (ISBN 9780002166591, lire en ligne).
- (en-US) Don Roberts, Rockwell Kent: Art of the Bookplate, San Francisco, Fair Oaks Press (réimpr. 2015) (1re éd. 2003), 212 p. (ISBN 9780965881128).
- (en-GB) Jake Milgram Wien (préf. Richard V. West), Rockwell Kent: The Mythic And The Modern, Manchester, Hudson Hills Press, 2005, 188 p. (ISBN 9781555952600).